# 자화전자
자화전자(Jahwa Electronics Co. Ltd.)는 대한민국의 기업이다. 본사는 충북 청주시 청원구 북이면 충청대로 1217에 위치해 있으며 대표이사는 김상면이다.

## 제품
볼 가이드 방식 액추에이터

## 경영권 승계
최대주주인 김상면 회장이 아들인 김찬용 사장에게 93억원 가량의 주식 40만주를 증여했다

## 상장
1999년에 코스피시장에 상장했다.

## 참고문헌
1. ↑  김상면 자화전자 창업주 겸 대표이사 회장, 비즈니스포스트, 2023-09-26
2. ↑  자화전자, 흑전에 애플 납품 기대감도…순매수 1위, 서울경제, 2024.02.16
3. ↑  박강호, 대신증권 종목분석보고서-자화전자
4. ↑  LG이노텍, 내년 애플 폴디드줌 액추에이터 물량비중 커진다, 디일렉, 2023.12.01
5. ↑  김상면 자화전자 회장, 경영권 승계 가속도…‘나노테크’ 내부거래 주목해야M 인포스톡데일리, 2022.11.21
6. ↑  김상면 자화전자 창업주 겸 대표이사 회장, 비즈니스포스트, 2023-09-26